# ساندرو ریمینوچی
ساندرو ریمینوچی (ایتالیایی: Sandro Riminucci؛ زادهٔ ۲۶ ژوئن ۱۹۳۵) بازیکن بسکتبال اهل ایتالیا بود. وی در بازی‌های المپیک تابستانی ۱۹۶۰ شرکت کرده‌است.